# 王楠
王楠（おう なん、拼音:wáng nán、仮名転写:ワン ナン、1978年10月23日- ）は、中国・遼寧省撫順出身の元卓球選手。身長162cm。体重59kg。シドニーオリンピックでシングルス、ダブルス金メダル、アテネオリンピックでダブルス金メダル、北京オリンピックでシングルス銀メダル、団体金メダルを獲得した。鄧亞萍引退後の中国女子卓球代表のリーダーとなった。

## 経歴
1985年に卓球に初めて触れる。7年後の1992年には遼寧省の選抜チーム、1994年にスウェーデンオープンに優勝、1995年には中国代表選手となった。1997年、1998年には女子卓球ワールドカップを連覇、アメリカオープン、中国オープンでも優勝した。
タイのバンコクで行われた1998年アジア競技大会ではシングルス、ダブルス、混合ダブルス、団体の4つの金メダルを獲得している。年末にはITTFプロツアーファイナルで優勝した。
1999年には世界卓球選手権、ITTFツアーファイナルのシングルス、ダブルスでそれぞれ優勝した。この年、国際卓球連盟のランキング1位選手となっている。
2000年のシドニーオリンピックではシングルス、ダブルスで金メダルを獲得した。韓国の釜山で行われた2002年アジア競技大会ではシングルス、団体共に決勝で敗れ金メダル0に終わった。この大会終了時には多くの卓球人は彼女はこれで中国代表から引退するのではと考えた。
しかし2003年にパリで行われた世界選手権で彼女はシングルス、ダブルス、混合ダブルスで優勝、シングルス優勝は3度目、ダブルス優勝は4度目となった。2004年のアテネオリンピックでも張怡寧とのダブルスで金メダルを獲得している。
しかし2005年5月に上海で行われた世界選手権ではシングルスベスト32で敗退。同年に甲状腺にガンが見つかり手術を受けた。2007年5月にザグレブで行われた世界選手権でもシングルスベスト8にとどまった。
2008年5月に胡錦濤国家主席が来日した際には、共に来日し、共に早稲田大学で行われた日中青少年交流イベントに参加した。このイベントには同大学の卒業生である日本の福田康夫首相や、同大学に在籍している福原愛も参加した。そして両首脳が見守る中で、福原と卓球で対戦した。
同年8月の北京オリンピックで、女子団体金メダル、女子シングルス銀メダルを獲得した。シングルスの決勝戦の後、正式に引退を表明した。同年9月27日、山東省の煙台市沖の豪華客船で夫との結婚式を行った。夫妻は既に2005年10月に結婚していたが、北京五輪の為に挙式はしていなかった。この結婚式には、福原愛が王楠の介添え役（中国のメディアは「伴娘」と表記）として、セクシーなベアトップのドレス（中国のメディアは「性感低胸装」と表記）を装って出席した。中国のメディアは、このニュースを大きく報道した。新郎の介添え役は馬琳が務めた。

## 人物
日本の福原愛が8歳の時に初めてサインをもらった選手であり、福原が尊敬している選手である。福原が中国超級リーグの遼寧本鋼チームに所属していた時は、郭躍らと共にチームメイトであった。山東省で不動産業を営む8歳上の富豪の男性と、2005年10月に結婚した。両親に寿司を作って食べさせてあげたいと、北京の日本料理屋の板前に寿司の作り方を習い、「蟹の卵の巻き寿司」や「カッパ巻き」を作れるようになった。そして寿司を作ってチームメイトに食べてもらったが、ワサビが入りすぎていた為に食べた人は皆、涙を流した。
おしゃれ好きとしても有名であり、海外での試合の合間には、良く世界ブランドの服やアクセサリーを買いに行く。自宅には多くの靴や帽子やバッグがあり、一度も使った事の無い物も少なくない。スキンケア用品は全てフランスで買った物。
王の夫は不動産業を営んでおり、結婚する前、2004年のアテネオリンピックの際にはBMW約10台で王を激励、2005年世界選手権で敗退した際には10,001本のバラを彼女に贈っている。